# Shakhida Shaimardanova
Shakhida Shaimardanova (født 1938 i Tashkent, Usbekistan, Rusland, død 2020) var en sovjetisk/russisk komponist.
Shaimardanova studerede komposition og teori på Tashkents Musikkonservatorium. Hun har skrevet en symfoni, violinkoncert orkesterværker, balletmusik etc.
Hun hørte til de ledende komponister fra Usbekistan. Hun komponerede i en moderne klassisk stil, kombineret med folklore fra landets regioner.

## Udvalgte værker
- Symfoni - i en sats (1960) - for orkester
- Sinfonietta (19?) - for orkester
- Varmt forår (19?) -  ballet
- Violinkoncert (19?) - for violin og orkester